# 長短樹永安堂
23°21′58″N 120°19′44″E / 23.3662429°N 120.3289969°E
長短樹永安堂，係位於臺灣臺南市後壁區長短樹里長短樹24號的一座台灣民間高僧信仰廟宇，是該里庄廟，創始於清雍正年間（1722-1735年），為村民的信仰中心。主祀迎來自福建泉州安溪的高僧清水祖師。 廟內還供奉皇君夫人、池府千歲、中壇太子等神祇。

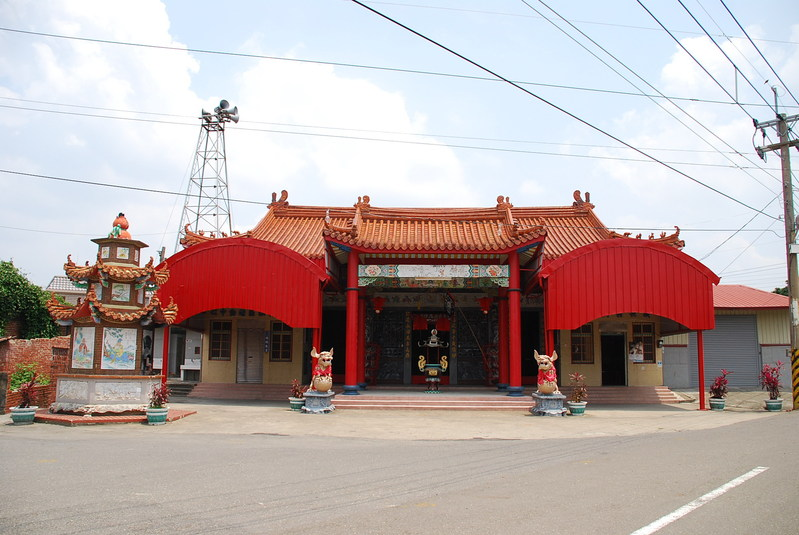
長短樹永安堂

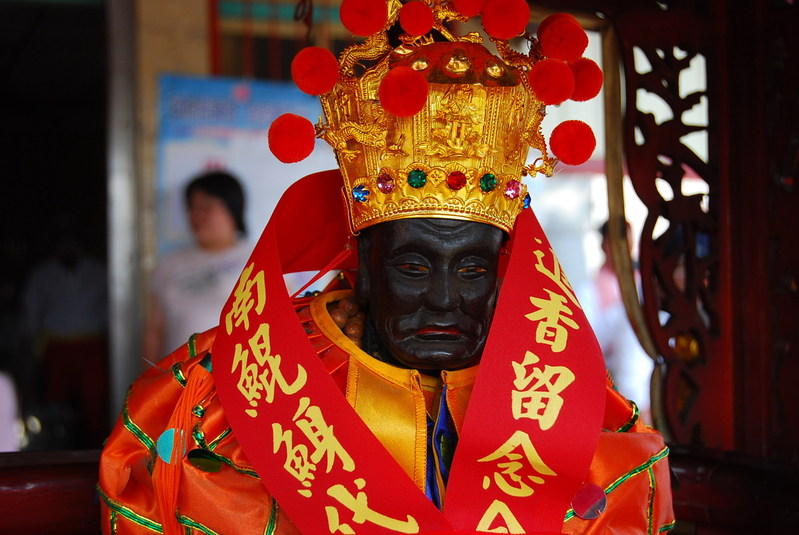
長短樹永安堂清水祖師爺

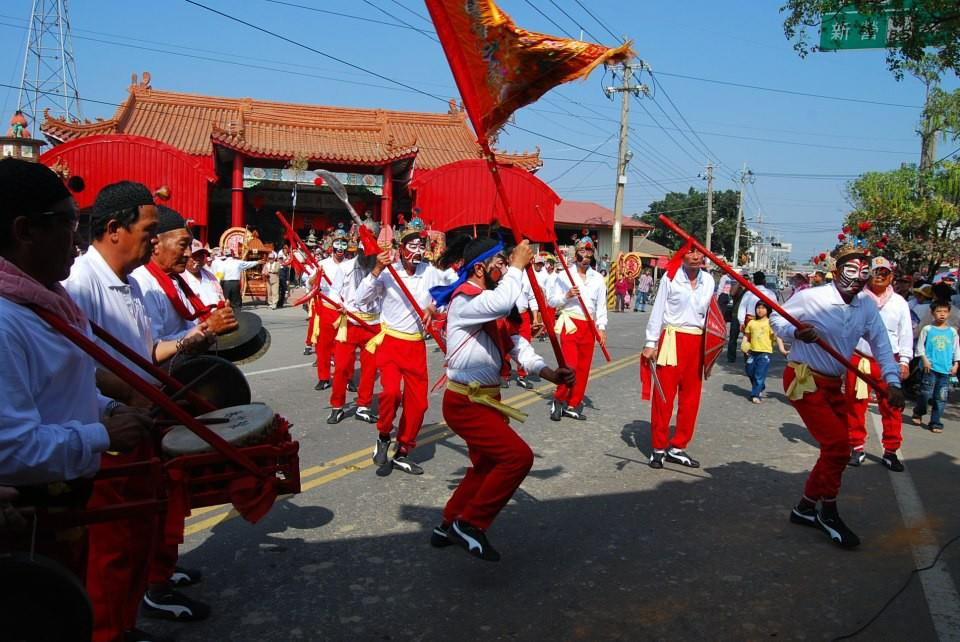
長短樹永安堂打面宋江陣，傳承150餘年以上。

永安堂為加軒的北方式建築，供奉清水祖師的誕辰為農曆元月六日、皇君夫人誕辰為農曆元月十五日，兩個日期相當接近，早期許多村莊廟宇邀請泰安宮媽祖、旌忠廟岳府大元帥而爭執，庄廟互相協調慶典日期，永安堂遂於農曆元月十五日舉辦廟會「遊庄」。醮典據稱早期每三年為一醮，後來中斷十餘年，直到1982年廟宇重新修建後，才恢復「遊庄」，並改為四年一醮，廟宇所屬的打面宋江陣與宗教信仰結合，亦是國內少數的特色藝陣之一。

## 沿革
依據「長短樹永安堂沿革」碑記載：本堂創始於清朝雍正（1722-1735年）主祀清水祖師，是先人蕭應迎來，初以選卜爐主輪供於私宅，逢神誕搭壇拜祭，不便之至。清同治十三年（1874年）蕭竹、蕭豬母等倡議集資八百餘元，創立永安堂，奉神祭祀。
甲午戰爭之後，清朝失利，日治時代開始，日人擬限制台人傳統信仰，禁止祀奉道教神明，永安堂被佔充作衙門，神像淪落私宅暗中供奉。第二次世界大戰結束後，原有信仰再興，永安堂香火日盛，信徒篤增。民國四十九年（1960年）村長張元方視堂貌荒陋，乃募捐整修油漆。
於民國六十七年配合政府推動社區建設，當地士紳蕭火分等人建議與廟合蓋，於民國七十一年完成現廟，迎神入廟。

## 傳奇故事
供奉清水祖師爺的永安堂祖師爺有段傳奇故事，日治時代時，日本人不准台灣人有神道教外的傳統宗教信仰，還將神像火化，當時一名里民將清水祖師爺神像藏起來，直到第二次世界大戰結束後才拿出來，不久清水祖師爺的神像被別里里民借走，竟拿刻了一尊一模一樣的神像，逼問哪尊是永安堂本尊，遭對方拒答，里民想不出法子，乩童起乩說：『某時某日在過去看，鼻頭有顆痣就是本尊』果然鼻頭有隻蒼蠅停留很久，撥開又飛回來，迎回坐鎮永安堂，里民更加虔誠信仰。

## 打面宋江陣
長短樹永安堂打面宋江陣：清朝末年，台灣治安混亂，盜賊四處攻竄，地方為求自保而組織村內青年、團練宋江陣，以保衛家園，西元1850~1860年期間，先人將打面宋江陣傳到長短樹即開始《打面》，廟內還有「宋江陣梁山人馬彩繪」壁畫，頗具特色，舊圖是1981年西螺『許報陸』所繪，2014年繪製新圖「宋江陣梁山人馬彩繪」繪於廟內右側虎門牆面上，打面宋江陣傳承一百五十餘年的歷史淵源，是國內少數的特色藝陣之一。

## 地名
現「長短樹」之地名，根據《後壁香火》記載：清代「長苑樹庄」屬臺灣府諸羅縣「下茄苳北堡」，清末以「長短樹庄」之名通行。初期來自華南的墾民，溯八掌溪而上來到頂長短樹庄開墾，魚寮、藥店口為頂長短樹其中的聚落，因應聚落日漸擴大，移民增加，以原聚落在北稱為頂長短樹庄，庄頭擴大後移出的居民在西南側新發展的聚落稱之為下長短樹庄。「長短樹庄」的範圍就包括昔日頂長里（舊稱「頂長短樹」）、仕安里（舊稱「下長短樹」）及平安里（舊稱「藥店口」，嗣於2018年配合臺南市府里鄰整併計畫，頂長、仕安、平安三里合併為一里，並命名為「長短樹里」。

## 大事記
1874年私宅逢神誕搭壇拜祭不便創永安堂
1978年永安堂重建委員會
1982年三次永安堂翻建
1982年永安堂廟宇重建，紅毛厝打面宋江陣蒞臨祝賀。
2013年2月23日為保留南市珍貴無形資產，傳統藝術審議委員赴後壁區訪視頂長短樹打面宋江陣
2013年9月紅毛厝打面宋江陣拜祖。